# 臨清縣
臨清縣是山東省的一個縣，現已撤銷，改為臨清市。部分辖区今属河北省邢台市。

## 沿革
- 春秋時期為晉國地。
- 戰國時為趙國轄域。
- 秦代屬钜鹿郡。
- 西漢時設清淵縣，故城在今山東省冠縣東北部的清水，屬冀州魏郡。
- 東漢時因之。
- 三國魏時，于黃初二年(221年)析魏郡置陽平郡，隸冀州，轄清淵縣。
- 晉代，于西晉時清淵縣改名清泉縣，屬司州陽平郡，
- 後趙建平年間(330年至332年)，改清泉縣為臨清縣，並徙治於今山東省冠縣清水東(當時稱臨清城)，改隸司州建興郡。
- 北魏時，於太和二十一年(497年)臨清縣複名清淵縣，並在西境(今臨西縣地)另設臨清縣，治在今臨西縣城(童村)西南之倉上村(當時稱倉集鎮)。兩縣先屬相州陽平郡，
- 東魏天平元年(534年)更隸司州陽平郡。
- 北齊時，將臨清，清淵合併為一縣，複稱清泉縣，仍治臨清城(冠縣清水東)，改屬司州清河郡。
- 隋代，於開皇六年(586年)清泉縣又改稱臨清縣，到開皇十六年(596年)析臨清縣西境(今臨西縣地)置沙丘縣。臨清、沙丘兩縣均隸清河郡。
- 唐代，于貞觀元年(627年)省沙丘縣併入臨清縣；大曆七年(772年)析臨清縣西境(今臨西縣地)設永濟縣(唐末即廢)。臨清，永濟兩縣均隸河北道貝州(天寶元年罷州為清河郡，至德二年複為貝州)。
- 五代時，臨清縣仍隸貝州。
- 宋代，于熙寧五年(1072年)省臨清縣入宗城縣(今成縣)為鎮，不久即複設，屬河北東路大名府。
- 金代，於貞佑二年(1214年)改隸大名府路恩州。
- 元代，臨清縣屬中書省濮州。
- 明代，臨清縣於洪武二年(1339年)徙治臨清閘，景泰元年(1450年)又於臨清閘東北三裡建城為治(即今縣城)，弘治二年(1489年)升為臨清州，屬山東行省東昌府。
- 清代，臨清州轄域仍為今臨清縣境，屬山東省東昌府，到乾隆四十一年(1776年)升為直隸州，領三縣(武城縣，夏津縣；丘縣)，為山東省直轄。
- 民國時，臨清州降為臨清縣，先後為山東省濟西道、東臨道、德臨道所轄，十七年(1928年)直隸於山東省。
- 1938年9月創立冀南區抗日根據地，轄臨清縣。1941年8月成立晉冀魯豫邊區，臨清縣屬冀南區十三專區。抗日戰爭勝利後，臨沾縣改屬冀南區一專區。1948年初，臨清縣城關設為臨清市，和臨清縣同屬冀南區一專區。同年9月華北人民政府成立，晉冀魯豫邊區即行撤銷，臨清縣隨冀南區一專區歸屬，此時，臨清市撤銷為鎮。1949年8月，臨清縣和臨清鎮劃歸河北省邯鄲專區。
- 1949年10月1日中華人民共和國成立後，臨清縣和臨清鎮仍為河北省邯鄲專區。1952年11月7日，將臨清縣及臨清鎮劃歸山東省聊城專區。1954年將臨清鎮設為臨清市，亦屬聊城專區。1958年，撤銷臨清縣併入臨清市。1963年，撤銷臨清市，恢復臨清縣，仍為聊城專區。1965年，將臨清縣衛運河以西地區劃歸河北省，並設臨西縣，屬邢臺專區。[1]